# Agnieszka Maciąg (lekkoatletka)
Agnieszka Maciąg (ur. 31 marca 1982) – polska lekkoatletka specjalizująca się w pchnięciu kulą.

## Kariera
Była zawodniczką klubów: Lechia Tomaszów Mazowiecki (1998–2001), AZS-AWF Warszawa (2002–2004). Brązowa medalistka mistrzostw Polski w pchnięciu kulą (2003). Młodzieżowa wicemistrzyni Polski w tej konkurencji (2003). Rekord życiowy: 15,42 (2003).